# 花楼乡
花楼乡，是中华人民共和国四川省达州市万源市曾经下辖的一个乡。2020年6月，撤销花楼乡，将原花楼乡红星社区和苟家坡村、桅杆坝村、三堡溪村所属行政区域划归罗文镇管辖，将原花楼乡董家梁村、花楼坝村、马鞍山村所属行政区域划归长坝镇管辖。

## 行政区划
花楼乡撤销前下辖以下地区：
红星社区、三堡溪村、马鞍山村、董家梁村、花楼坝村、桅杆坝村和苟家坡村。